# Square d'Amiens
Le square d'Amiens est une voie du 20e arrondissement de Paris, en France.

## Situation et accès
Le square d'Amiens est une voie privée située dans le 20e arrondissement de Paris. Il débute au 6, rue Serpollet et se termine au 5, rue Harpignies.

## Origine du nom

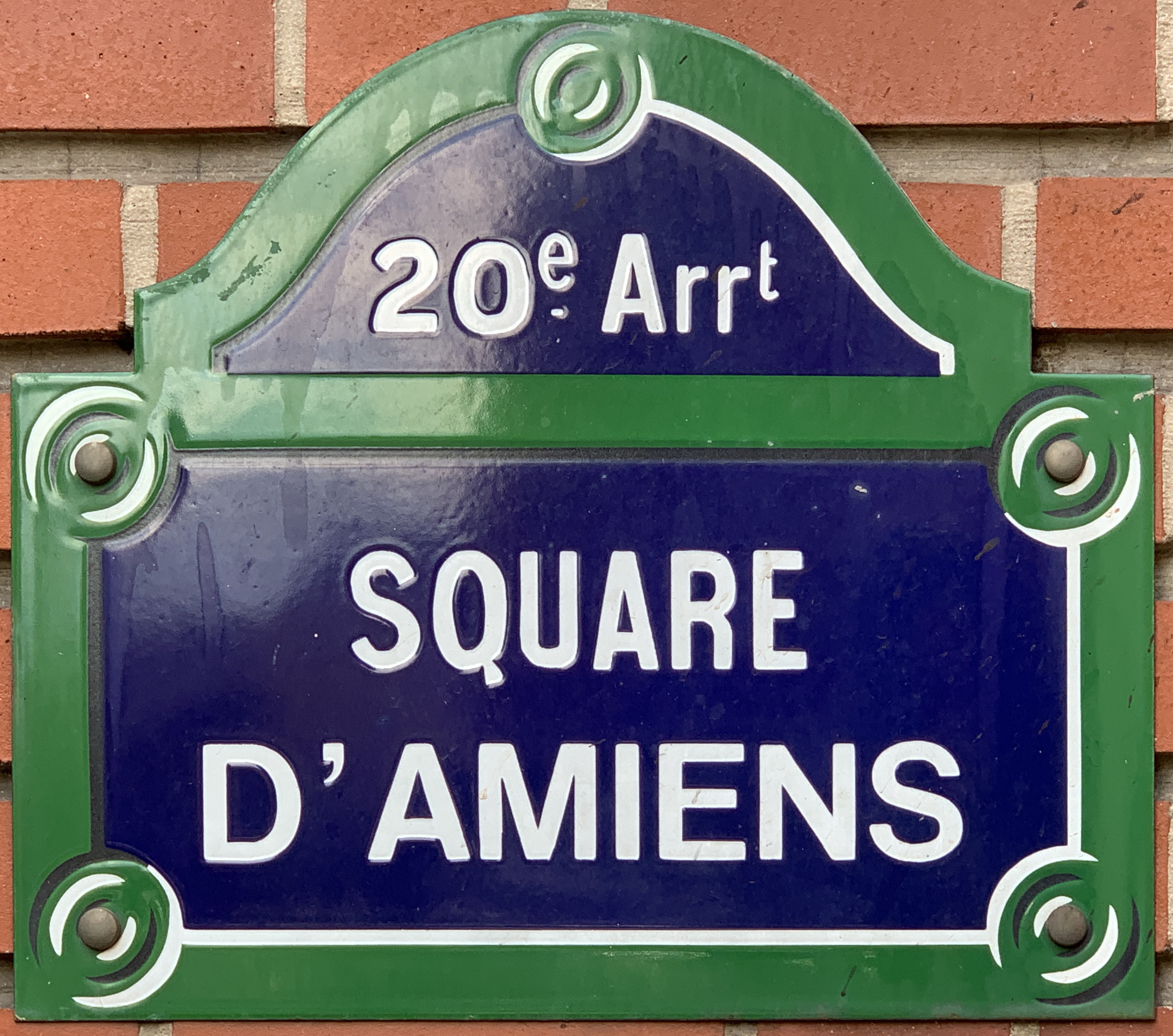
Plaque du square.

Cette voie a pris le nom de la préfecture du département de la Somme, Amiens.

## Historique
Cette voie a été ouverte par l'Office public d'habitations de la Ville de Paris sur l'emplacement du bastion no 13 de l'enceinte de Thiers sous le nom de « rue d'Amiens ». 
Elle prend le nom de « square d'Amiens » le 23 juin 1954.